# 恆春桑寄生
恆春桑寄生（学名：Taxillus pseudochinensis）为桑寄生科鈍果桑寄生屬下的一个种。

## 扩展阅读
- 維基物種上的相關：恆春桑寄生